# Josef Oberhauser
Josef ("Sepp") Kaspar Oberhauser, född 20 september 1915 i München, död 22 november 1979 i München, var en tysk SS-Obersturmführer.

## Biografi
Oberhauser inträdde i Schutzstaffel (SS) 1935. I november 1939 knöts han till Nazitysklands förintelseprogram för personer med funktionsnedsättning, Aktion T4. Vid anstalterna i Bernburg, Grafeneck, Brandenburg och Sonnenstein var hans huvudsakliga uppgift att kremera liken efter de gasade patienterna.
I november 1941 kommenderades Oberhauser till förintelselägret Bełżec inom ramen för Operation Reinhard, kodnamnet för nazisternas planer på att helt förinta Polens judiska befolkning. Han blev därtill Christian Wirths adjutant. Efter att lägret i Bełżec hade avvecklats förflyttades Oberhauser, liksom många andra deltagare i Operation Reinhard, hösten 1943 till norra Italien för att bekämpa jugoslaviska partisaner. I januari 1945 utsågs han till kommendant för koncentrationslägret Risiera di San Sabba i utkanten av Trieste.
Strax efter andra världskrigets slut greps Oberhauser av brittiska soldater och dömdes 1948 till 15 års fängelse för sin inblandning i Aktion T4. Han frisläpptes dock redan i april 1956. 
År 1963 ställdes Oberhauser och åtta andra lägervakter från Bełżec — Werner Dubois, Erich Fuchs, Hans Girtzig, Heinrich Gley, Robert Jührs, Karl Schluch, Heinrich Unverhau och Ernst Zierke — inför rätta för brott mot mänskligheten. Juryn var dock oenig, och alla utom Oberhauser frisläpptes. I januari 1965 ställdes Oberhauser ensam inför rätta och dömdes i München till fyra och ett halvt års fängelse som medskyldig till 300 000 människors död i Bełżec. Han släpptes emellertid redan efter halva strafftiden.
En italiensk domstol dömde 1976 Oberhauser till livstids fängelse in absentia, men han kom aldrig att utlämnas till Italien.
Josef Oberhauser förekommer i Claude Lanzmanns film Shoah. Lanzmann konfronterar Oberhauser och ställer frågor om Bełżec, men han vägrar att svara. Oberhauser arbetade då på en restaurang i München.